# منتخب الإمارات العربية المتحدة لكرة اليد
منتخب الإمارات لكرة اليد هو الممثل الرسمي لدولة الإمارات العربية المتحدة في رياضة كرة اليد. نافس في بطولة آسيا لكرة اليد للرجال وظهر فيها 10 مرات كانت الأولى في سنة 1977 وكانت أفضل نتيجة له فيها هي المركز الرابع وذلك في سنة 2014.